# Museum für Naturkunde
Het Museum für Naturkunde (ook bekend als Humboldt Museum) is een natuurhistorisch museum in Berlijn.
Het speciaal voor dit museum opgerichte gebouw verrees tussen 1883 en 1889. Met een collectie van meer dan 60 miljoen voorwerpen is dit een van de grootste natuurhistorische musea ter wereld. Ondanks een aantal uitbreidingen en renovaties (o.a. door Diener & Diener, 1995–2010) ademt het museum nog altijd een ouderwetse sfeer. De topattractie is 's werelds grootste dinosaurusskelet, dat op de met glas overdekte binnenplaats tentoongesteld is. Deze kolossale brachiosaurus is 23 m lang en 12 m hoog en werd in 1909 tijdens een Duitse expeditie in Tanzania ontdekt. In de zalen rond de binnenplaats zijn naast kleurige schelpen en vlinders opgezette vogels en zoogdieren te zien. De grote favoriet van kinderen is Bobby de Gorilla, die van 1928 tot 1935 in de Berlijnse dierentuin woonde. Tot de museumcollectie behoort ook een verzameling mineralen en meteorieten.

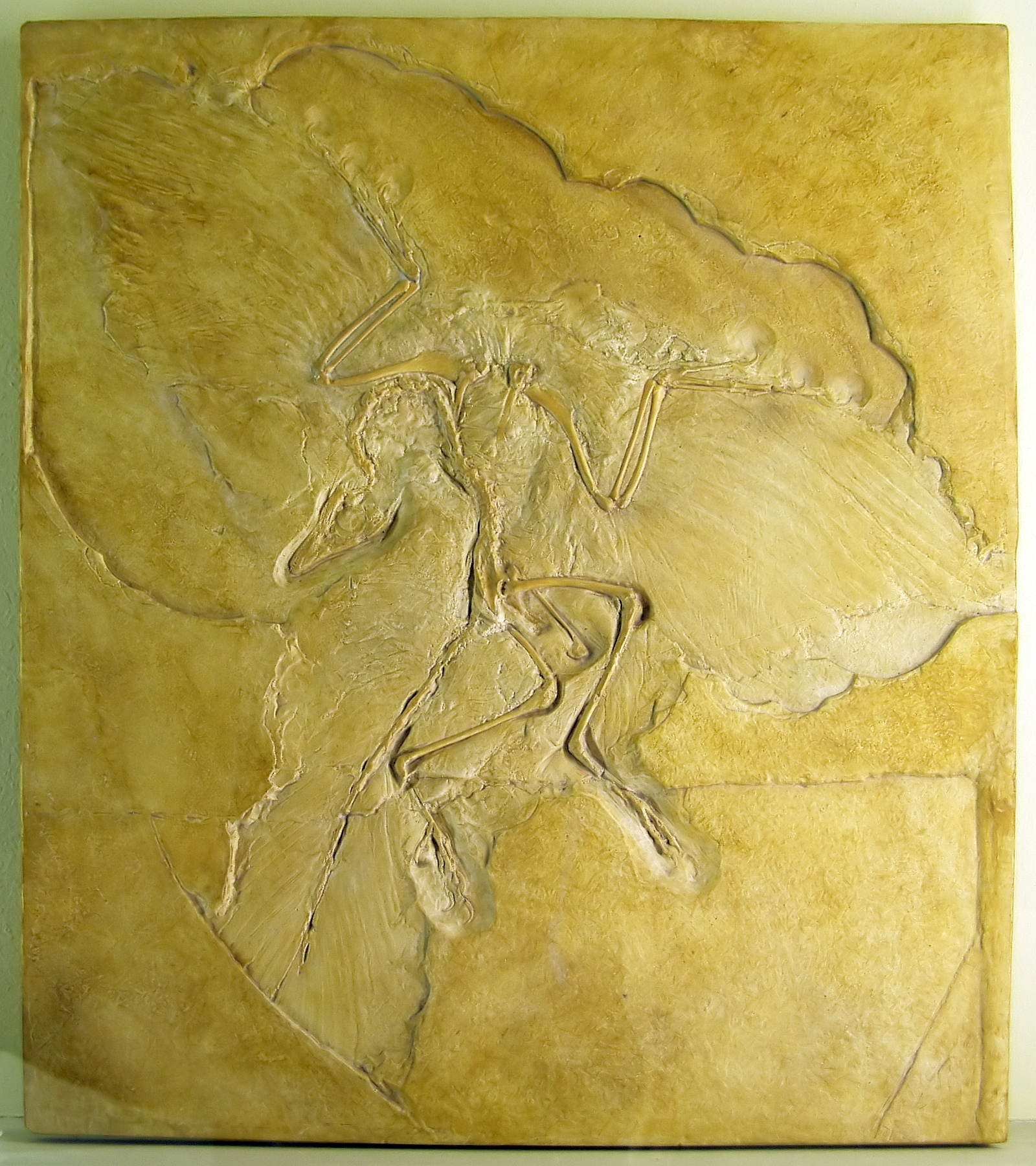
Archaeopteryx lithographica
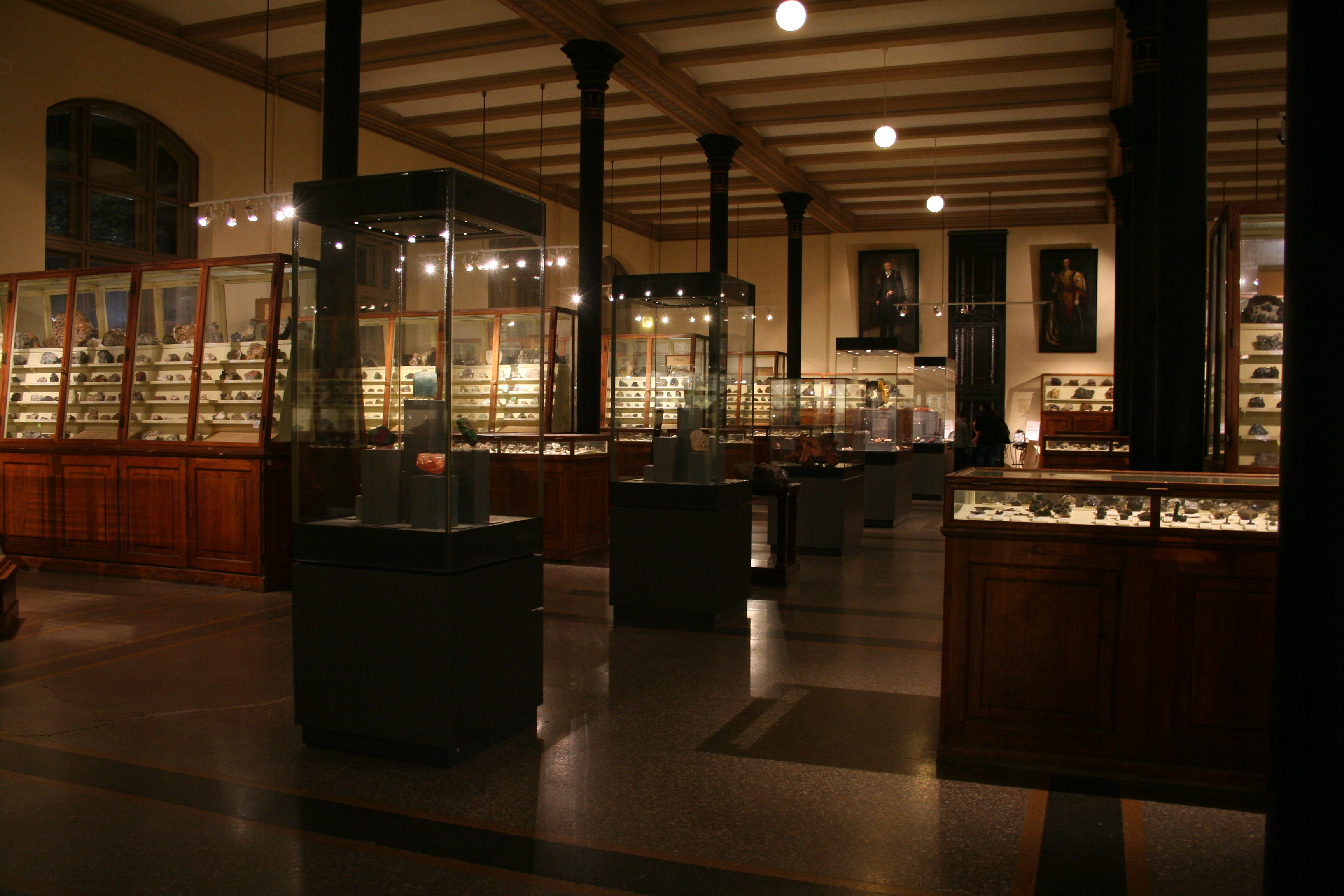
De mineraalzaal
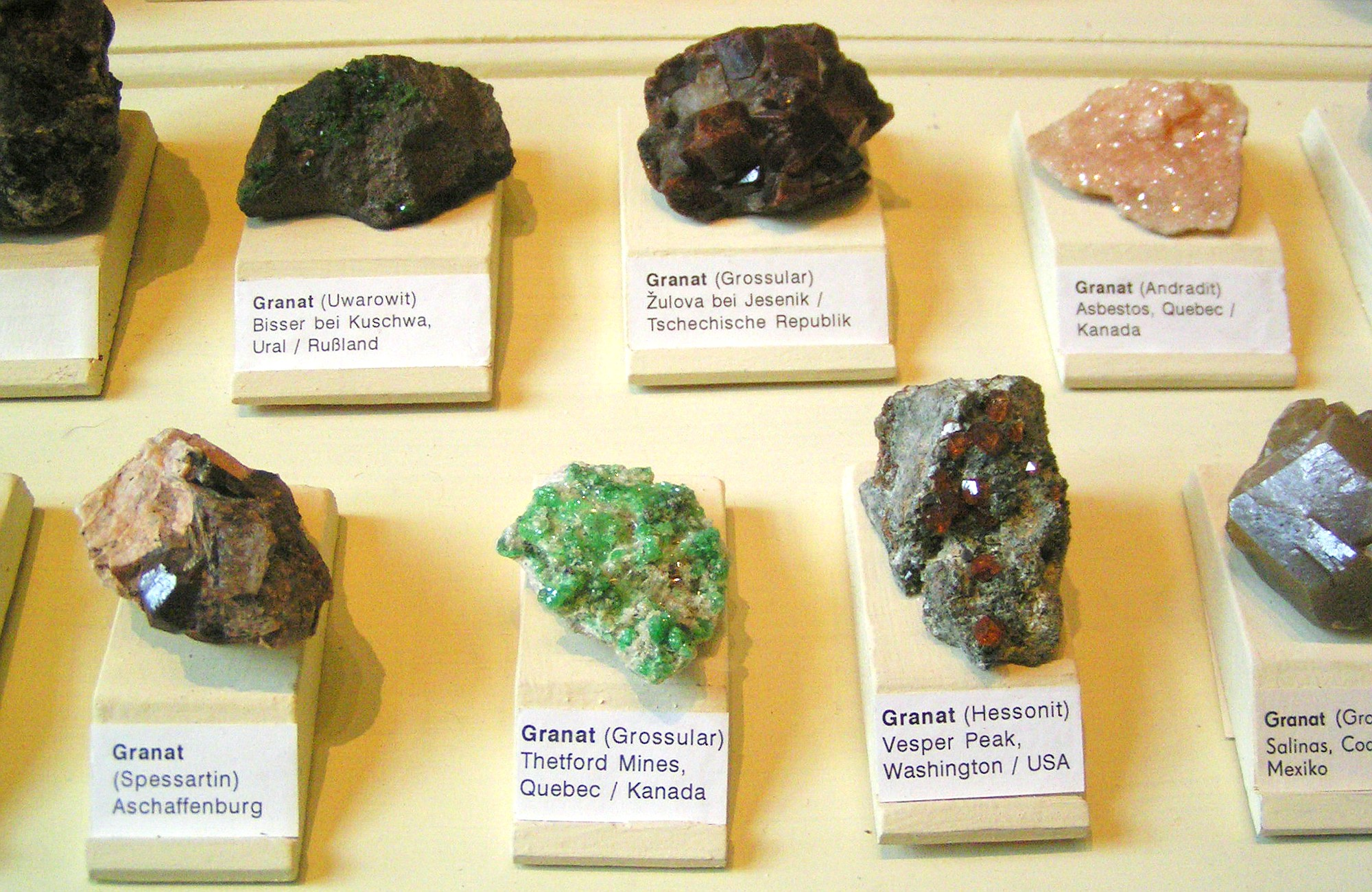
Granaten